# William Macmichael

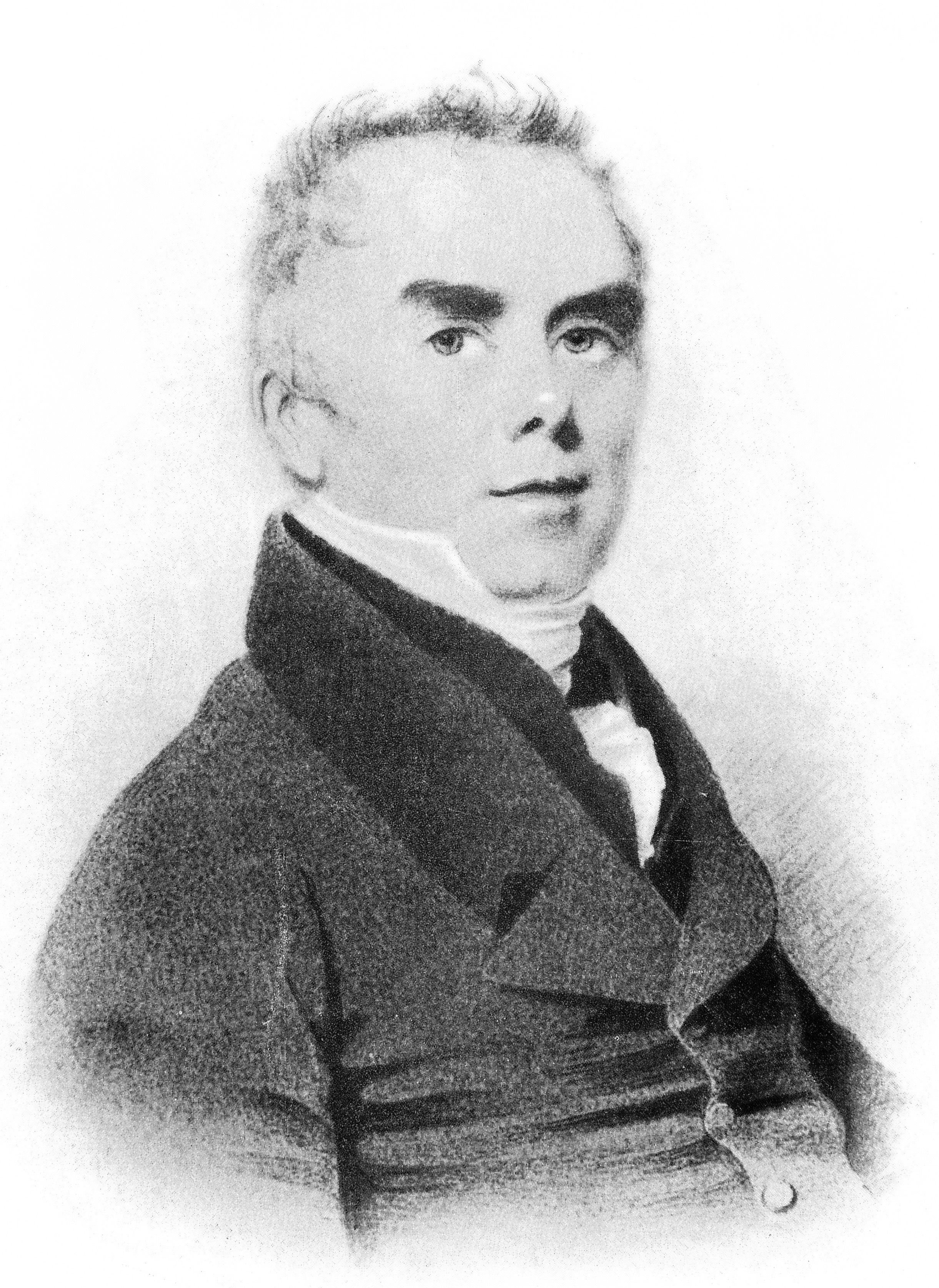
William Macmichael (1823)

William Macmichael (* 30. November 1783 in Bridgnorth; † 10. Januar 1839 in Maida Vale, London) war ein englischer Arzt und Schriftsteller. Sein heutiger Nachruhm beruht auf seinem Reisebericht von 1819 und seinen Ärztebiographien.

## Biografie
Macmichael wurde in Bridgnorth als Sohn eines Bankiers geboren. Nach seiner Schulzeit an der Bridgnorth Grammar School erhielt er ein Stipendium und ging im Jahr 1800 zum Studium an das Christ Church College in Oxford (B.A. 1805, M.A. 1808). Von 1808 bis 1810 studierte er Medizin an der für dieses Fach sehr renommierten University of Edinburgh, bevor er an das Londoner St Bartholomew’s Hospital, ein bekanntes Lehrkrankenhaus, wechselte. Seine Ausbildung als Arzt endete, nach langen Reisen im Ausland, erst 1816, als ihm in Oxford der Titel Medicinae Doctor (MD) zuerkannt wurde.
Im Jahr 1811 war ihm ein neues Stipendium gewährt worden, was ihm eine mehrjährige Reise durch Russland und den östlichen Mittelmeerraum ermöglichte (siehe unten). Nach seiner Rückkehr wurde er ein Mitglied der Royal Society sowie des Royal College of Physicians. In den Jahren 1817–1818 kehrte er nochmals auf den Kontinent zurück, bevor er sich in London als praktizierender Arzt niederließ. 1822 bekam er eine Stelle am Middlesex Hospital in London, und im selben Jahr erschien auch seine erste medizinische Abhandlung.
Die anonym veröffentlichte Schrift The Gold-Headed Cane (1827) – "Der Stock mit dem goldenen Kopfstück" – sollte seine bekannteste und bis heute am meisten gelesene Schrift werden; sie enthält fünf Biographien von berühmten Medizinern (siehe unten). Macmichael blieb diesem Interesse treu und publizierte drei Jahre später, erneut anonym, den kleinen Band Lives of British Physicians (1830), der nun achtzehn Biographien von Ärzten umfasste.
Im Jahr 1829 wurde Macmichael als ein Leibarzt (extraordinary) für König Georg IV. berufen, und im folgenden Jahr erhielt er auch die Anstellung als königlicher Bibliothekar (the King's librarian). Nach dem Tod von Georg IV. (1830) setzte Macmichael diese Tätigkeiten unter Wilhelm IV. fort. Der Präsident des Royal College of Physicians und hauptamtliche Leibarzt (physician in ordinary) der beiden zuvorgenannten Monarchen, Sir Henry Halford (1766–1844), hatte dafür gesorgt, dass Macmichael diese Anstellungen am königlichen Hof erhielt; wie Macmichael war auch Halford ein Absolvent von Christ Church, Oxford (1791). Macmichael revanchierte sich, indem er Lady Elizabeth Barbara St John Halford sein Büchlein The Gold-Headed Cane, ihrem Ehemann Sir Henry sein Werk Lives of British Physicians widmete.
Macmichael gab 1831 seine Tätigkeit am Middlesex Hospital auf und übte danach verschiedene Funktion am Royal College of Physicians aus. Von 1833 bis 1835 war er als Generalinspektor für Londons Irrenhäuser (lunatic asylums) eingesetzt. Nach einem Lähmungsanfall im Jahr 1837 war er nicht mehr in der Lage, einer Berufstätigkeit nachzugehen. Er zog sich in sein Haus in Maida Vale (damals "Maida Hill") zurück, wo er 1839 im Alter von nur 55 Jahren verstarb. Macmichael war seit 1827 mit Mary Jane Freer verheiratet; das Paar hatte eine Tochter.

## Reisen (1811–1818)
Zwischen 1811 und 1818 tourte Macmichael durch den europäischen Kontinent und den östlichen Mittelmeerraum. In den ersten Jahren besuchte er Russland, Griechenland, die Donaufürstentümer, das heutige Bulgarien (damals "Europäische Türkei"), Kleinasien und Palästina. Leider liegen über seine Reisen in Griechenland und Kleinasien keine Berichte aus seiner Hand vor.
In Griechenland infizierte er sich 1812 bei den Thermopylen mit der Malaria, was ihm besonders in den nächsten beiden Jahren durch häufige Fieberschübe schwer zusetzte. Im Jahr 1814 besuchte er Moskau, das er – nur zwei Jahre nach dem Einmarsch Napoleons in Russland – zu großen Teilen zerstört vorfand. Anschließend war er für kurze Zeit als Leibarzt für Charles Vane, 3. Marquess of Londonderry, in Wien tätig; letzterer war 1814 zum Botschafter in Wien und Gesandten beim Wiener Kongress ernannt worden. Macmichael musste jedoch nach England zurückkehren, als die Bank seines Vaters bankrott und ein Großteil des Vermögens der Familie verloren ging. „Dass die Bank seines Vaters Bankrott machte, als Dr. Macmichael gerade am Anfang seiner Karriere stand, brachte ihn in große Verlegenheit“, heißt es in einer späteren Kurzbiographie Macmichaels.
Nach seiner endgültigen Rückkehr nach England veröffentlichte er einen ausführlichen Bericht über seine letzte Reise unter dem Titel A Journey from Moscow to Constantinople in the Years 1817, 1818, dem auch Illustrationen, die auf seinen Zeichnungen basierten, beigegeben wurden. Der Text erschien noch im selben Jahr in deutscher Übersetzung im Jenaer Ethnographischen Archiv.
Die Reise von Moskau nach Konstantinopel, die etwa sieben Wochen dauerte und über die Macmichael in seinem Buch berichtet, vollzog sich zwischen Mitte Dezember 1817 und der ersten Februarwoche 1818. Die Reiseroute umfasste folgende Stationen: Moskau (4.–16. Dezember 1817) – Tula – Hluchiw (20. Dezember) – Nischyn (22. Dezember) – Kiew – (23.–27. Dezember) – Bohuslaw (29. Dezember) – Pischtana (31. Dezember) – Dubăsari (2. Januar 1818) – Chișinău (4.–6. Januar) – Iași (8.–12. Januar) – Focșani (14. Januar) – Bukarest (16.–23. Januar) – Ruse (25. Januar) – Weliko Tarnovo (27. Januar) – Gabrowo / Schipka-Pass (28. Januar) – Kasanlak (29. Januar) – Stara Sagora (30. Januar) – Swilengrad (31. Januar) – Edirne (1. Februar) – Lüleburgaz (3. Februar) – Çorlu (4. Februar) – Ankunft in Konstantinopel (6. Februar). Macmichael kehrte dann bald auf einem Schiff aus der Türkei zurück, via Marseille; einer seiner Reisegefährten setzte seine Reise nach Syrien fort.

Illustrationen aus Macmichaels Journey from Moscow to Constantinople (1819)
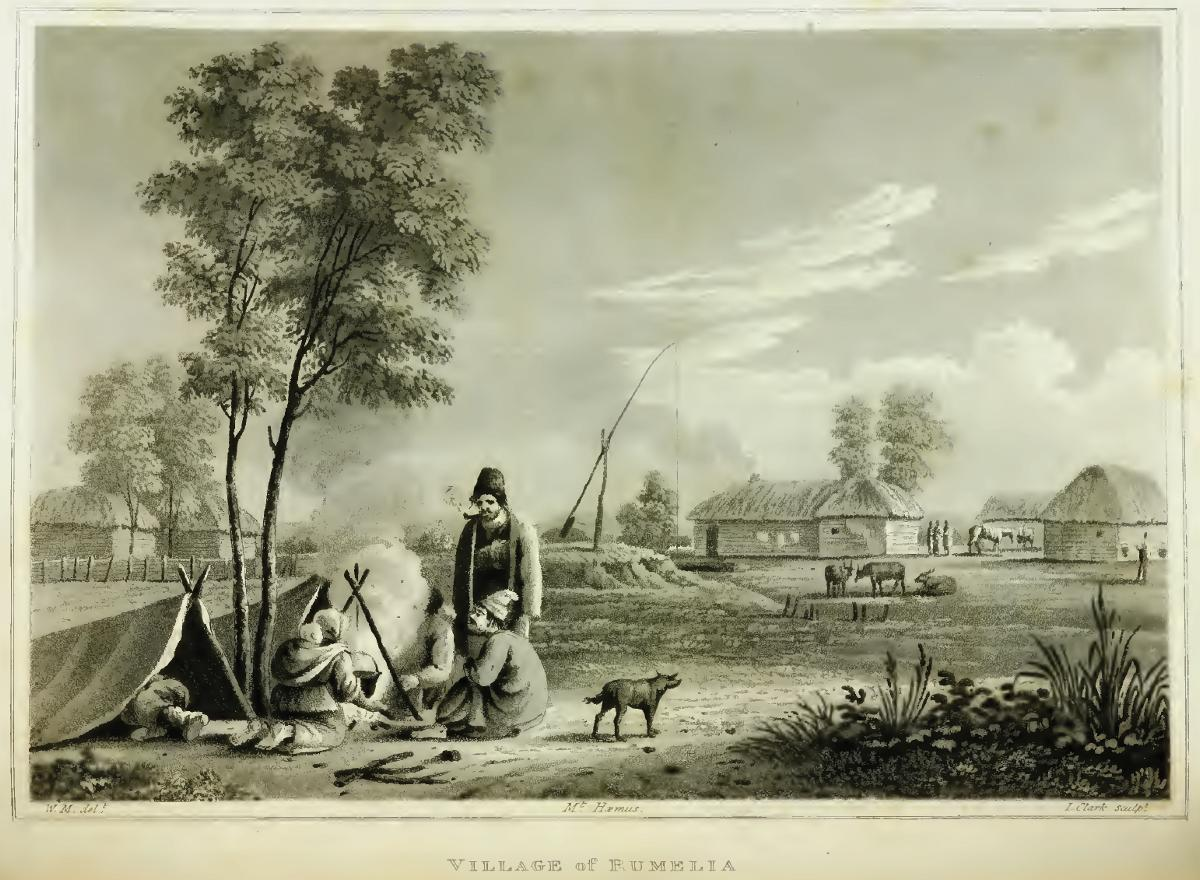
Dorf in Rumelien
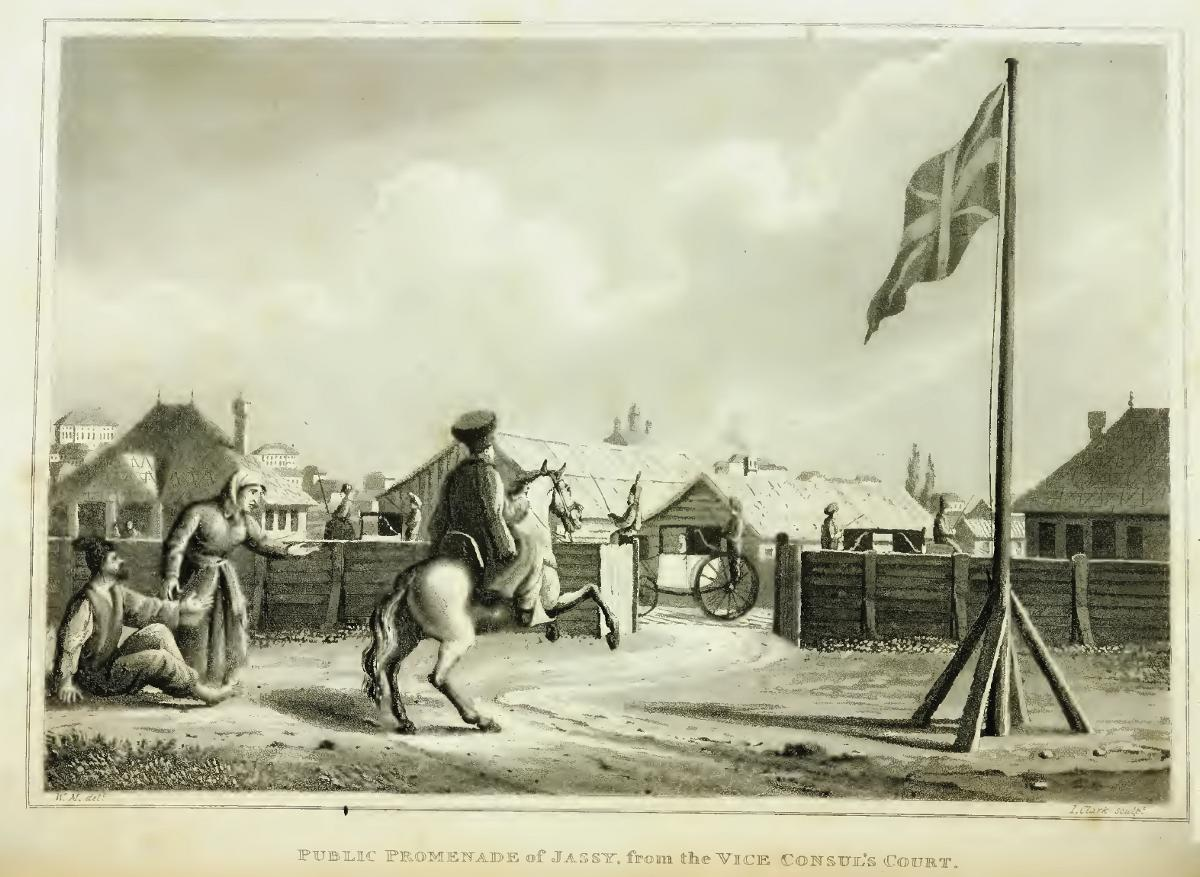
Promenade in Jassy (Iași), gesehen vom Hof des Vizekonsuls
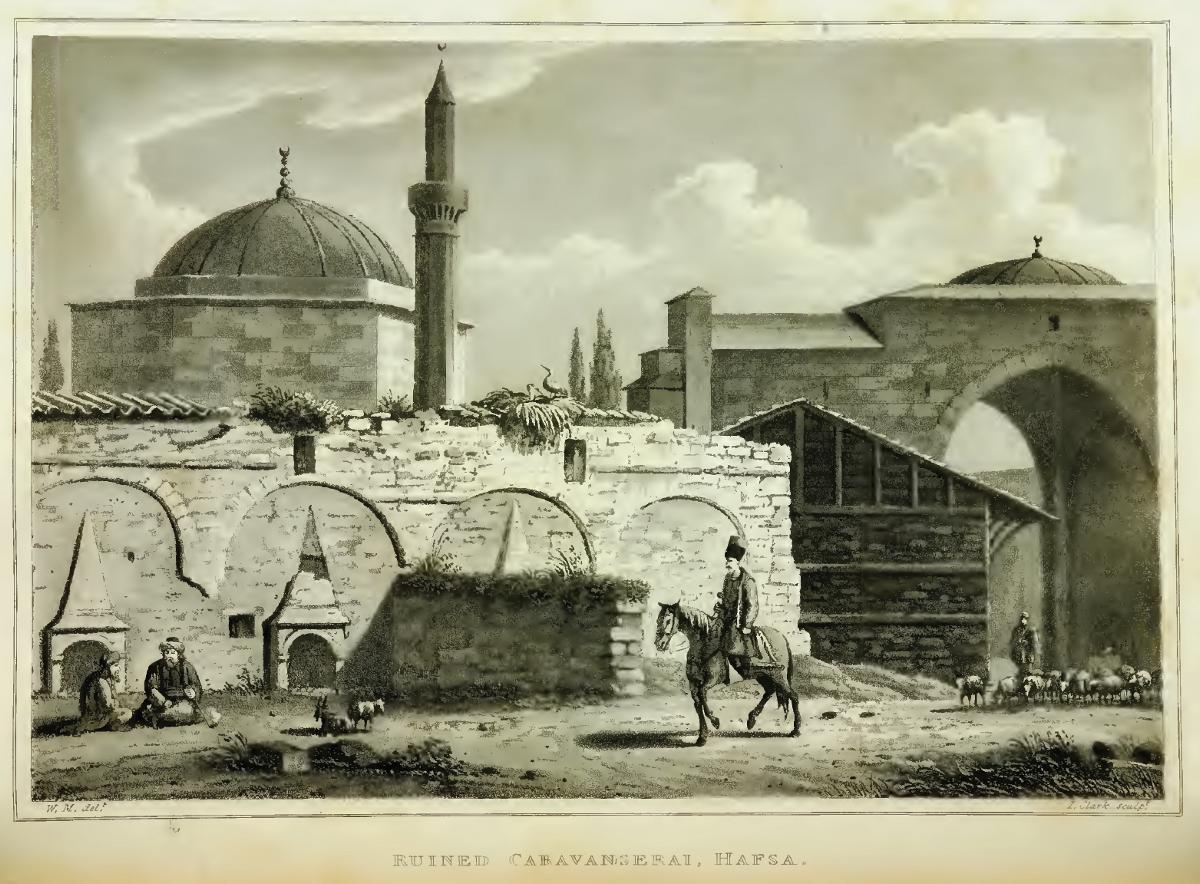
Heruntergekommenes Karavanserai, Hafsa (Edirne)

## Der Stock mit dem goldenen Kopfstück(1827)

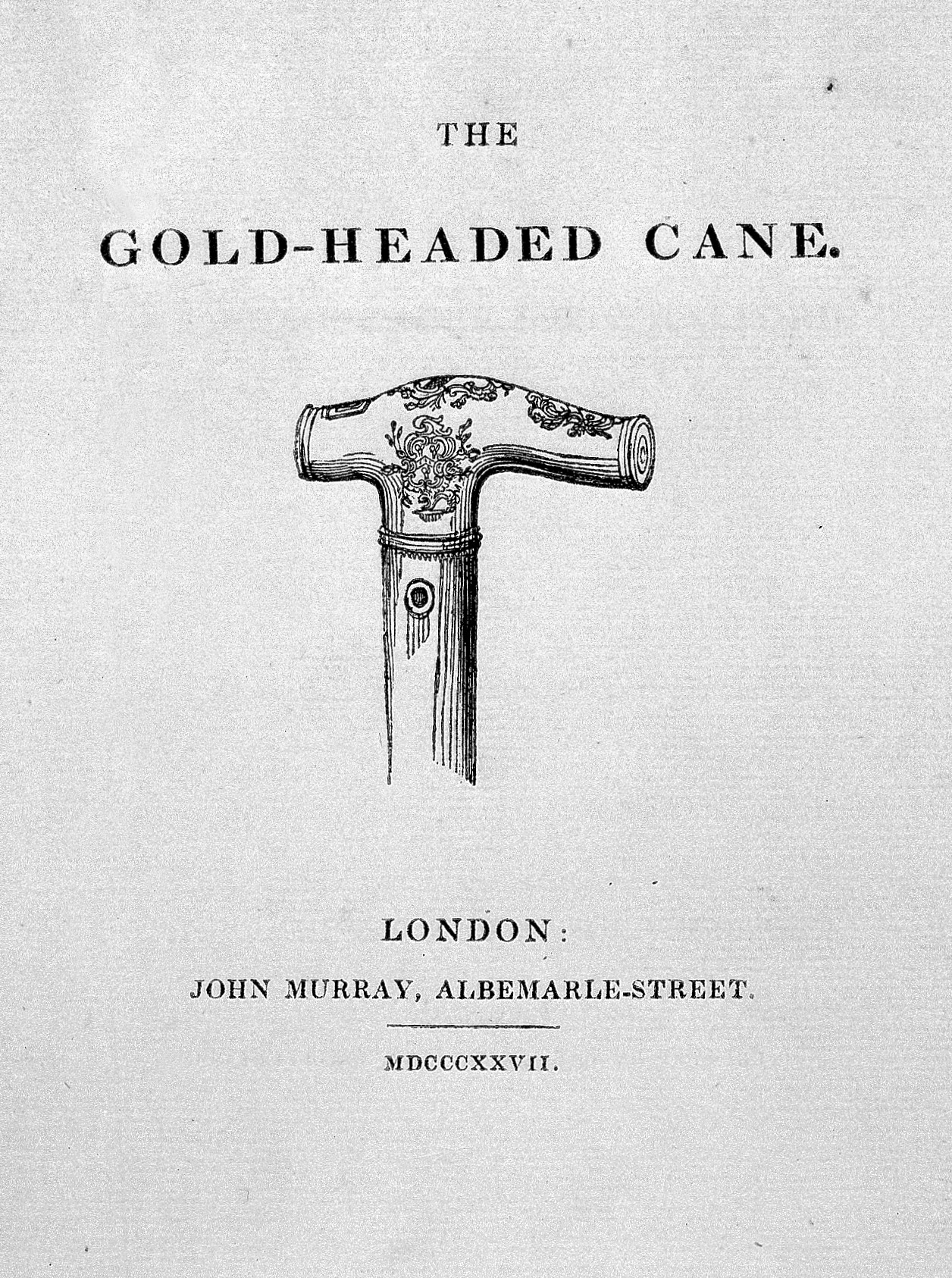
William Macmichael, The Gold-Headed Cane, 1827, Titelblatt (Wellcome Collection)

1827 veröffentlichte Macmichael eine kleine Arbeit mit biographischen Skizzen von fünf namhaften Ärzten des Royal College of Physicians, nämlich John Radcliffe, Richard Mead, Anthony Askew, William Pitcairn und Matthew Baillie. Diese Biographien gelten bis heute als wichtige Dokumente für das Leben dieser Ärzte, wie überhaupt für die Medizingeschichte des 18. Jahrhunderts.
Die Besonderheit an Macmichaels Buch ist, dass es das Leben und Wirken der genannten Ärzte aus der Perspektive des Stocks mit dem goldenen Kopfstück (Gold-Headed Cane) beschreibt, welchen sie einer nach dem anderen führten, in Besitz hatten und einander weitergaben; dieser Stock ist dementsprechend auch auf dem Titelblatt des Buchs abgebildet. Die Idee, die Ärztebiographien aus der Sicht eines Stocks zu schildern, war zwar originell, aber nicht neu: schon Theophilus Johnson hatte 1783 ein Buch mit dem Titel Phantoms: or, The Adventures of a Gold-Headed Cane (London: William Lane) veröffentlicht, das ebenfalls aus der Perspektive eines Gehstocks geschrieben war.
Der Usus unter Medizinern, einen (Geh-)Stock mit einem schmuckvollen Kopfstück (aus Gold, Silber oder Elfenbein) zu führen, ging auf das 18. Jahrhundert zurück, war aber bereits im 17. Jahrhundert vereinzelt üblich und diente teils als Berufszeichen, teils als Statussymbol. Der spezielle Stock, von dem in Macmichaels Buch die Rede ist, befand sich von 1689 bis 1823 "im Einsatz", also im Besitz der genannten Ärzte. Als Matthew Baillie im Jahr 1823 verstarb, kam diese Tradition an ihr Ende, und seine Witwe, Mrs. Baillie, übergab im Jahr 1825 den Stock an Sir Henry Halford und das Londoner Royal College of Physicians, zum Zweck der weiteren (musealen) Aufbewahrung. Auf dem vergoldeten Kopfstück sind die Familienwappen von Radcliffe, Mead, Askew, Pitcairn und Baillie eingraviert, und das Objekt befindet sich noch heute, hinter Glas, als Ausstellungsgegenstand in der Bibliothek des Royal College.
Macmichaels Buch über den Gold-Headed Cane hat noch eine interessante Nachgeschichte: Nachdem Macmichael König Wilhelm IV. von der Gicht geheilt hatte, übergab dieser ihm seinen mit einem vergoldeten Kopfstück versehenen Gehstock, da er ihn nun nicht mehr benötigte.

## Schriften
- 1819: Journey from Moscow to Constantinople in the Years 1817, 1818. London (Google) (archive: Farbscan)
  - Deutsche Übersetzung: "Reise von Moscau nach Constantinopel in den Jahren 1817 und 1818. Nach dem Englischen des Herrn William Macmichael". In: Ethnographisches Archiv, Band 5 (Jena 1819), S. 185–350.
- 1822: A New View of the Infection of Scarlet Fever, Illustrated by Remarks on other Contagious Disorders. London: Thomas and George Underwood (Google)
- 1825: A Brief Sketch of the Progress of Opinion upon the Subject of Contagion; with some Remarks on Quarantine. London: John Murray (Google)
- 1827 (anonym): The Gold-Headed Cane
  - Erste Auflage 1827, London: John Murray (Google); zweite Auflage 1828 (Google)
  - Dritte Ausgabe 1884, mit Anmerkungen und Fortsetzungen von William Munk. London: Longmans & Co.
  - Neuausgabe 1923: The Gold-Headed Cane. A new edition with an introduction and annotation by George C. Peachey. London: Henry Kimpton
- 1830 (anonym): Lives of British Physicians. London: John Murray (Google)
  - Rezension und lange Exzerpte: "The Lives of British Physicians". In: The Monthly Review, August 1830, S. 600–612
  - (Anonyme) Neuauflage unter demselben Titel, London: Thomas Tegg 1846 (Google)
- 1831: Is the Cholera Spasmodica of India a Contagious Disease? The Question Considered in a Letter Addressed to Sir Henry Halford, Bart, MD. London: John Murray (Google)
- 1835: Some Remarks on Dropsy, with a Narrative of the Last Illness of the Duke of York, read at the Royal College of Physicians, May 25, 1835 (London, 1835)